# Parco nazionale di Bidoup Nui Ba
Il parco nazionale di Bidoup Nui Ba (in vietnamita: Vườn quốc gia Bidoup Núi Bà) è un'area naturale protetta del Vietnam. È stato istituito nel 2004 e occupa una superficie di 648,00 km² nella provincia di Lam Dong.